# San Vicente de Piedra Rodada
San Vicente de Piedra Rodada es un caserío peruano ubicado en el distrito de Sullana, perteneciente a la provincia homónima del departamento de Piura, al norte del Perú. 

## Ubicación
San Vicente de Piedra Rodada se ubica al oeste de la provincia de Sullana, en el distrito homónimo, en el departamento de Piura. Se ubica cerca al río Chira. 

## Demografía
En 2017 San Vicente de Piedra Rodada tenía una población de 3245 habitantes.
| Gráfica de evolución demográfica de San Vicente de Piedra Rodada entre 1993 y 2017 |
|                                                                                    |
| Fuentes: Población 1993 y 2017                                                     |